# Pink Venom
Pink Venom（ピンク・ベノム）は、韓国のガールズグループBLACKPINKによるプレリリースシングルである。韓国の伝統楽器を取り入れたヒップホップジャンルの楽曲で、2枚目のアルバムである『BORN PINK』の先行公開曲として2022年8月19日にYGエンターテインメントとインタースコープ・レコードによってリリースされた。

## リリースまでの背景
2022年7月6日、YGエンターテインメントが8月に新曲をリリースすると言及した。
8月1日にはBLACKPINKのカムバックプロジェクトの日程がグループのYouTubeチャンネルにて知らされ、8月8日には先行公開曲のタイトル『Pink Venom』が発表された。
8月12日に第一弾、13日に第二弾のメンバー別のティザー映像が公開され、17日にはグループティザー映像が公開された。
8月19日、「Pink Venom」のミュージック・ビデオが公開されると同時に音源が午後1時にリリースされた。

## プロモーション
8月18日、19日、リリースを記念して韓国のソウルタワーや日本の東京タワー、アメリカ・ニューヨークのブルックリン橋などといった世界の観光名所をピンク色にライトアップさせる「Light Up The Pink」プロジェクトが行われた。
8月29日から9月4日の計1週間の間、ソウル特別市の汝矣島洞にある「THE HYUNDAI SEOUL」にてPink Venomのコンセプトポップアップが開催された。ポップアップでは主にPink Venomのミュージック・ビデオコンセプトが再現されており、未公開イメージの展示やファンが直接参加できる体験型空間、フォトゾーンなどが設置された。

## 収録曲
| #         | タイトル       | 作詞               | 作曲                  | 編曲           | 時間 |
| --------- | -------------- | ------------------ | --------------------- | -------------- | ---- |
| 1.        | 「Pink Venom」 | TEDDY, Danny Chung | TEDDY, 24, R.Tee, IDO | 24, R.Tee, IDO | 3:07 |
| 合計時間: | 合計時間:      | 合計時間:          | 合計時間:             | 合計時間:      | 3:07 |

## 音楽性
Pink VenomはTEDDY、Danny Chung、24、R.Tee、IDOによって作られたヒップホップジャンルの楽曲である。強烈なビートと韓国の伝統楽曲のサウンドが聴こえるイントロと、力強く展開されるラップとボーカルが特徴的である。
楽曲にはリアーナのデビュー曲である『Pon De Replay』がサンプリングとして差し込まれており、歌詞やメロディーの一部が楽曲に使用されている。
また歌詞には、フランスのブランドである「CELINE」について触れられている為、KBSでは審議不適格とされている。その為KBSで放送されている「ミュージックバンク」のチャートでは、本楽曲が含まれない様になっている。

## ミュージック・ビデオ
ミュージック・ビデオにはYGエンターテインメント史上歴代最高額を投じられ、砂嵐や巨大な時計錦、コムンゴや黒い布を纏った人などが登場し、壮大で神秘的な雰囲気が演出されている。
ミュージック・ビデオは公開されてから約29時間で1億回を突破した。これは歴代ガールズグループの再生回数1億回突破MV作品で最速記録であり、以前の最速記録であったBLACKPINKの『How You Like That』の約32時間を更新する事となった。その後も公開されてから7日と13時間後には再生回数が2億回を記録し、K-POPの女性アーティストの記録を打ち立てた。28日後の9月16日には3億回を記録した。10月26日、4億回を突破した。

## パフォーマンス
TWICEやaespaなどの振り付けを担当した経歴のあるKile Tutin（キール・トゥーテン）と、BTSやXGなどの振り付けを担当した経歴のあるSienna Lalau（シエナ・ララゥ）、ストリートウーマンファイターに出演したダンスクルー「YGX」所属である振付師イ・イジョンとタリン・チェンらも振付の制作に参加しており、ハイライト部分の緩急のついたダンスや、牙を表現した振り付けが特徴的である。
8月25日にYouTubeにてパフォーマンスビデオが公開され、同年10月16日に1億回再生を突破した。1億回以上再生されたBLACKPINKのパフォーマンス動画はPink Venomを含めると計14本目である。
ロゼは「ファンの方々も簡単に真似できる、魅力的で面白いダンスが準備されている」と振付に対して言及し、ジェニはポイントダンスについて下の様に語っている。
| 「                                                                    | 毎回曲がリリースされるたびに、曲名にぴったりのダンスポイントを作ろうと思っている。ダンスパフォーマンスを準備する時、メンバーたちがダンサーの方々とたくさん相談している。『Pink Venom』というキーワードを、どのようにダンスに盛り込むことができるのか工夫したので、その部分をよく見てほしい。 | 」 |
| —ジェニー（「Pink Venom」発売記念グローバルプレスカンファレンスより） | |    |

## 受容
8月20日、計69地域のiTunesワールドワイドソングチャートにて首位を獲得し、MelonやBugs!、VIBEやgenieといった韓国の主要チャートでも首位を獲得した。またSpotifyのデイリートップソンググローバルチャートでは793万7036回ストリーミングされ、KPOP女性アーティストとしては初の首位を獲得した。
8月26日、オーストラリアの音楽サービスであるARIAのシングルチャートにてKPOPアーティストとしては初の首位を獲得した。
8月30日、ビルボードにて世界のアーティスト音源の中で歴代2番目に高い数値とされる2億1200万回のストリーミング数と3万6000件以上の音源売上を記録し、「グローバル200チャート」とアメリカを除外した「ビルボードグローバルチャート」にて首位を獲得した。メインシングルチャートである「HOT 100」チャートでは22位を記録し、グループ史上10回目のチャートインを果たした。その後もチャートに留まり続け、4週間連続でチャートインを記録した。
9月6日、Spotifyでの本楽曲のストリーミング数が韓国女性アーティストとしては最短記録の17日目で1億回を突破した。またトップソンググローバル週間チャートでは2位を記録した。またYouTubeのグローバルユーチューブソングトップ100では3週間連続で首位を獲得した。
9月30日、Spotifyでのストリーミング数が2億回を突破した。

### 受賞
音楽番組首位
| 放送日  | 放送局 | 番組          | 参考   |
| ------- | ------ | ------------- | ------ |
| 8月24日 | MBC M  | SHOW CHAMPION | [ 33 ] |
| 8月25日 | Mnet   | M COUNTDOWN   | [ 34 ] |
| 9月1日  | Mnet   | M COUNTDOWN   | [ 35 ] |
| 9月4日  | SBS    | 人気歌謡      | [ 36 ] |
| 9月8日  | Mnet   | M COUNTDOWN   | [ 37 ] |
| 9月18日 | SBS    | 人気歌謡      | [ 38 ] |
| 9月25日 | SBS    | 人気歌謡      | [ 39 ] |

授賞式
- MTV VMAJ 2022、Best Group Video -International-[40]